# Вилем де Кунинг
Вилем де Кунинг (хол. Willem de Kooning; Ротердам, 24. април 1904 — Ист Хемптон, 19. март 1997) био је холандско-амерички сликар. Један је од главних представника апстрактног експресионизма. Полазећи од експресивних, али и фигуралних слика, од 1940-их година под утицајем Аршила Горког и Џексона Полока развио је апстрактне структуре слике са биоморфним елементима. На начин како то чини акционо сликарство наносио је боју на површину за сликање жестоким спонтаним покретима широком четком и шпаклом. Од 1951. године настајале су његове серије вулгарних портрета жена чиме се Кунинг привремено вратио експресивном фигуралном стилу (Woman I, 1952. година). Његово позније дело карактерише смиривање композиције, осветљавање колорита и поновно враћање на лирску апстракцију. Од 1970. године стварао је и мале пластике у бронзи (Велики торзо, 1974).

## Биографија
Између 1916. и 1920. године, Де Кунинг је студирао на Академији ликовних уметности и техничких наука у Амстердаму. Године 1926. отишао је у САД, где се упознао и повезао са сликарима Горким, Роткоом и Грејем. Под њиховим утицајем почео је серију слика на којима је представљао силуете мушких фигура, преко којих је дошао директно до апстракције. Мурал који је 1939. године реализовао за Универзалну изложбу у Њујорку, представља кулминацију тог процеса. Под снажним утицајем Горког и надреалиста, почев од 1948. године, заједно са Џексоном Полоком сматра се једним од најрепрезентативнијих уметника апстрактног експресионизма. Четрдесетих и педесетих година радио је на теми женске фигуре, по чему је постао познат и коју је обрађивао из различитих перспектива до краја своје каријере. Жена као еротски симбол, вампирица, или богиња, предстаљена без моделирања форме, полуапстрактним потезима киста, постављена је у простор двосмисленог карактера.